# 6 Lacertae
6 Lacertae è una stella della costellazione della Lucertola, situata nella parte centrale della costellazione.
È anche una binaria spettroscopica, con periodo di rivoluzione del sistema calcolato in 880 giorni; la compagna appartiene alla classe spettrale K9.